# Andžs Flaksis
Andžs Flaksis (Priekule, 18 marzo 1991) è un ciclista su strada lettone che corre per il team statunitense Miami Nights. Ha vinto il titolo nazionale a cronometro under-23 nel 2011 e nel 2012, e la medaglia d'argento nella prova in linea under-23 ai campionati europei 2012.

## Palmarès
- 2008 (Juniores)

Prologo Auksinių kopų (cronometro)
2ª tappa Auksinių kopų
Classifica generale Auksinių kopų
- 2011 (Rietumu-Delfin)

Scandinavian Race Uppsala
Campionati lettoni, Prova a cronometro under-23
- 2012 (Chipotle Development Team)

Riga Grand Prix
Campionati lettoni, Prova a cronometro under-23
- 2013 (Bontrager Cycling Team)

Campionati lettoni, Prova a cronometro under-23
- 2017 (Holowesko-Citadel Racing, una vittoria)

Classifica generale Tour de Beauce

## Piazzamenti

### Competizioni mondiali
- Campionati del mondo

Città del Capo 2008 - Cronometro Juniores: 44º
Città del Capo 2008 - In linea Juniores: ritirato
Mosca 2009 - In linea Juniores: ritirato
Copenaghen 2011 - Cronometro Under-23: 37º
Limburgo 2012 - In linea Under-23: ritirato
Toscana 2013 - Cronometro Under-23: 40º
Toscana 2013 - In linea Under-23: ritirato
Richmond 2015 - Cronosquadre: 21º
Doha 2016 - In linea Elite: ritirato

### Competizioni europee
- Campionati europei

Stresa 2008 - Cronometro Juniores: 32°
Hooglede-Gits 2009 - Cronometro Juniores: 32°
Hooglede-Gits 2009 - In linea Juniores: 36°
Ankara 2010 - Cronometro Under-23: 17°
Ankara 2010 - In linea Under-23: 70°
Offida 2011 - Cronometro Under-23: 17°
Offida 2011 - In linea Under-23: 31°
Goes 2012 - Cronometro Under-23: 32°
Goes 2012 - In linea Under-23: 2°
Frýdek-Místek 2013 - Cronometro Under-23: 5°
Frýdek-Místek 2013 - In linea Under-23: 23°